# Manor MRT07
Manor MRT07 – samochód Formuły 1, skonstruowany przez Manora na sezon 2017.

## Historia
W 2017 roku zespół Manor trafił pod kontrolę administratorów firmy FRP Advisory, a po ogłoszeniu procesu jego likwidacji, zostało opublikowane zdjęcie bolidu w pomniejszonej. Powstały dwa podwozia bolidu. Ze względu na trudną sytuację finansową zespołu, na początku stycznia, zespół rozpoczął prace nad modyfikacją bolidu z poprzedniego sezonu nazwaną MRT05B. Samochód był testowany w tunelu aerodynamicznym zespołu Mercedes, a prace nad bolidem zostały wstrzymane, kiedy nie można było znaleźć inwestora, który wykupiłby zespół.